# Койдог
Койдог (на английски: Coydog) е хибрид на мъжки койот (Canis latrans) и женско куче (Canis lupus familiaris). Заедно те създават фертилно малко. Доготът, близък негов родственик, е хибрид на мъжко домашно куче и женски койот. Видът на мъжкия родител дава първата част от името според правилото.